# 벵진

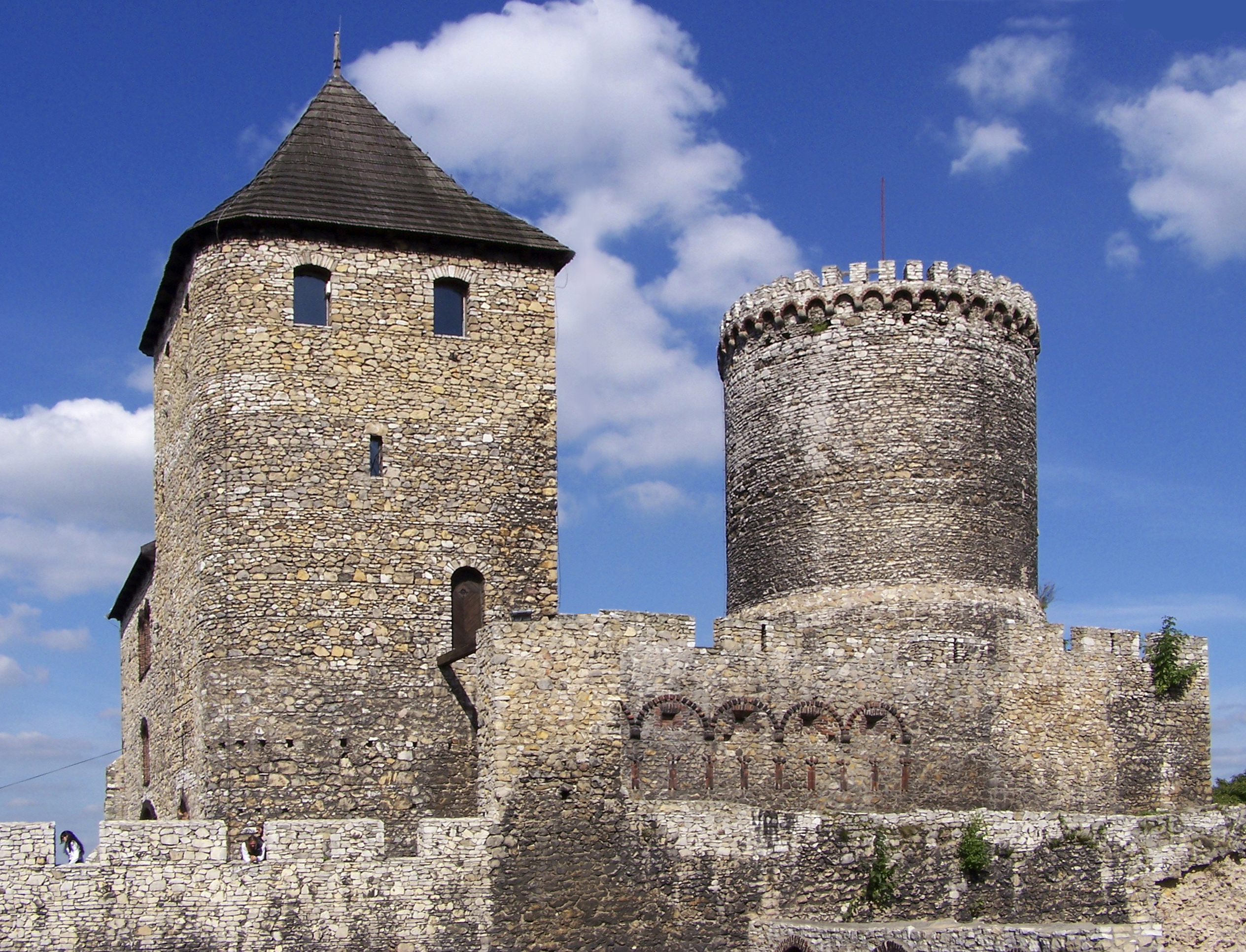
벵진 성

벵진(폴란드어: Będzin, 독일어: Bendzin, Bendsburg, 이디시어: בענדין, Bendin)은 폴란드 남부 실롱스크주에 위치한 도시로 면적은 37.08km2, 최고 높이는 382m, 인구는 59,023명(2013년 기준), 인구 밀도는 1,600명/km2이다.

시기
시 문장

## 자매 도시
- 러시아 이젭스크
- 헝가리 터터바녀
- 리투아니아 카이샤도리스